# Adam Kocian
Adam Kocian (ur. 1 kwietnia 1995 w Andernach) – niemiecki siatkarz, grający na pozycji rozgrywającego. Od sezonu 2018/2019 występuje w drużynie United Volleys Frankfurt.
Jego starszy brat Tomáš, również jest siatkarzem.